# SEXY田中小姐
《SEXY田中小姐》是日本漫畫家蘆原妃名子創作的漫畫，於2017年9月號至2024年1月號在《姊系Petit Comic》連載。但因原作者於2024年過世，而成為未完結作品。

## 出版書籍
| 卷數 | 小學館         | 小學館                 |
| 卷數 | 發售日期       | ISBN                   |
| ---- | -------------- | ---------------------- |
| 1    | 2018年4月10日  | ISBN 978-4-09-870061-5 |
| 2    | 2019年8月9日   | ISBN 978-4-09-870560-3 |
| 3    | 2020年10月9日  | ISBN 978-4-09-871189-5 |
| 4    | 2021年3月10日  | ISBN 978-4-09-871431-5 |
| 5    | 2022年4月8日   | ISBN 978-4-09-871650-0 |
| 6    | 2023年2月9日   | ISBN 978-4-09-872020-0 |
| 7    | 2023年10月10日 | ISBN 978-4-09-872451-2 |
| 8    | 2024年10月10日 | ISBN 978-4-09-872837-4 |

## 電視劇
改編電視劇於2023年10月22日至12月24日於日本電視台的週日連續劇時段播出，由木南晴夏主演，也是初次於黃金時段擔當主演。

### 演員列表
〈〉內數字為年齡。

#### 主要人物
- 田中京子 / Sali〈40〉：木南晴夏[9]

株式會社日葉的經理部的單身OL。擁有TOEIC900分以上實力以及持有稅務顧問資格的優秀女子，但是既沒朋友也沒男友。不過其實有著不為人知的一面，並且向公司同事以及周遭隱瞞著，她是超性感肚皮舞舞者Sali。
- 倉橋朱里〈23〉：生見愛瑠[10]

派遣OL。憧憬京子。

#### 光友商事
- 笙野浩介〈36〉：每熊克哉[11]

商社上班族。對女性抱有很強烈的偏見。
- 小西一紀〈35〉：前田公輝[11]

浩介的好友及同僚。在聯誼遇見朱里，被她吸引並努力追求她的輕浮男。

#### 朱里的相關人物
- 仲原進吾〈23〉：川村壹馬（THE RAMPAGE）[11]

朱里大學時期的好友。過去曾有一次與朱里睡在一起。
- 榎本華〈23〉：圓井灣[12]

朱里大學時期的好友。
- 根岸沙奈〈23〉：坂之上茜[12]

朱里大學時期的好友。

#### 肚皮舞教室
- Miki老師：高橋瑪莉潤[12]

老師。
- 景子：生駒里奈[12]

學生。
- 艾莉莎（アリサ）：NAENANO[12]

學生。
- 繪麻：西田麻耶[12]

學生。
- 花梨：平野沙羅[12]

學生。

#### 周邊人物
- 三好圭人〈48〉：安田顯[11]

Sali（京子）跳舞的波斯料理餐廳"Sabalan"的老闆。

### 製作團隊
- 原作：蘆原妃名子《SEXY田中小姐》（小學館）
- 編劇：相澤友子、蘆原妃名子
- 配樂：日向萌
- 主題曲：LE SSERAFIM「（Prod. imase）」（日本環球音樂）[13]
- 導演：豬股隆一、伊藤彰記、宮下直之
- 總製作人：三上繪里子
- 製作人：大井章生、田上莉莎
- 製作協力：AX-ON
- 製作：日本電視台

### 播出日程
| 集數                                                                      | 播出日期 | 標題 | 編劇       | 導演     | 收視率 |
| ------------------------------------------------------------------------- | -------- | ---- | ---------- | -------- | ------ |
| 第1話                                                                     | 10月22日 |      | 相澤友子   | 豬股隆一 | 7.2%   |
| 第2話                                                                     | 10月29日 |      | 相澤友子   | 豬股隆一 | 5.8%   |
| 第3話                                                                     | 11月05日 |      | 相澤友子   | 伊藤彰記 | 6.0%   |
| 第4話                                                                     | 11月12日 |      | 相澤友子   | 豬股隆一 | 5.8%   |
| 第5話                                                                     | 11月19日 |      | 相澤友子   | 伊藤彰記 | 5.8%   |
| 第6話                                                                     | 11月26日 |      | 相澤友子   | 豬股隆一 | 5.4%   |
| 第7話                                                                     | 12月03日 |      | 相澤友子   | 伊藤彰記 | 6.0%   |
| 第8話                                                                     | 12月10日 |      | 相澤友子   | 宮下直之 | 6.5%   |
| 第9話                                                                     | 12月17日 |      | 蘆原妃名子 | 伊藤彰記 | 6.6%   |
| 最終話                                                                    | 12月24日 |      | 蘆原妃名子 | 豬股隆一 | 5.6%   |
| 平均收視率 6.1%（收視率由Video Research調查關東地區、家戶的即時統計資料） |          |      |            |          |        |

### 改编争议
漫画原作者芦原妃名子在2024年1月在个人社交媒体上表示自己为剧集最后两集的编剧，原因为剧组此前并未按照约定改编剧情，同时为自己编剧能力不足道歉。之后删除了自己的社交媒体账号，并失踪。1月29日，日本警方发现芦原妃名子的遗体和遗书，认定为自杀。而真人剧制作方日本电视台和漫画出版方小学馆在回应时被指责表现冷淡。

## 外部連結
- 電視劇官方網站（日語）
- 電視劇的X（前Twitter）（日語）
- 電視劇的Instagram帳戶（日語）
- 電視劇的TikTok（日語）

| 日本電視台 週日連續劇                     | 日本電視台 週日連續劇                     | 日本電視台 週日連續劇 |
| ----------------------------------------- | ----------------------------------------- | --------------------- |
|                                           | SEXY田中小姐 （2023年10月22日－12月24日） |                       |
| CODE-願望的代價- （2023年7月2日－9月3日） | 愛麗絲在廚房 （2024年1月21日－3月24日）   |                       |